# Unterkapitalisierung
Unterkapitalisierung (englisch thin capitalization) liegt in der Betriebswirtschaftslehre und im Gesellschaftsrecht vor, wenn eine Kapitalgesellschaft im Verhältnis zu ihrer Betriebsgröße und Geschäftstätigkeit ein unzureichendes Eigenkapital aufweist. Der Gegenbegriff ist Überkapitalisierung.

## Allgemeines
Der Begriff der Unterkapitalisierung wird von Fachliteratur und Rechtsprechung im Gesellschaftsrecht verwendet, beruht jedoch auf betriebswirtschaftlichen Ursachen. Ausgangspunkt für die Beurteilung, ob eine Unterkapitalisierung bei einer Kapitalgesellschaft vorliegt, ist das Eigenkapital. Es wird ins Verhältnis gesetzt zur Betriebsgröße, zu den Umsatzerlösen oder dem Geschäftsvolumen. Ist das Eigenkapital im Verhältnis zu den betriebswirtschaftlichen Kennzahlen (etwa die Eigenkapitalquote) zu gering, wird von Unterkapitalisierung gesprochen.

## Betriebswirtschaftslehre
Allerdings stehen eindeutige betriebswirtschaftliche Grundsätze, die nach Betriebszweck und Betriebsgröße eines Unternehmens Maßstäbe für dessen Kapitalisierung abgeben könnten, nicht zur Verfügung. Auch allgemeine Regeln über das Verhältnis von Eigenkapital zu Fremdkapital fehlen. Im wirtschaftswissenschaftlichen Schrifttum ist allgemein anerkannt, dass sich eine Obergrenze für den Verschuldungsgrad weder theoretisch begründen noch empirisch herleiten lässt. Bestimmungen über das betriebswirtschaftlich notwendige Eigenkapital bzw. die erforderliche Finanzausstattung einer GmbH haben sich bislang nicht aufzeigen lassen.
Die Unterkapitalisierung ist ein Finanzrisiko und entsteht, wenn entweder bereits bei Unternehmensgründung ein Missverhältnis zwischen Eigenkapital und Geschäftsvolumen besteht oder später durch überproportionales Unternehmenswachstum eintritt und hierdurch eine Unterfinanzierung entsteht. Folgen der Unterkapitalisierung können kurzfristig Liquiditätsengpässe sein und mittelfristig eine Verringerung der Produktivität, weil meist Reinvestitionen unterbleiben.
Betrachtet man lediglich die Investitionen (Sachinvestitionen und immaterielle Investitionen), so besteht im Idealfall eine Balance zwischen Finanzierung {\displaystyle F} und Investition {\displaystyle I}, wenn
{\displaystyle F=I}.
Eine Unterkapitalisierung liegt entsprechend vor, wenn
{\displaystyle F<I}.
Hierbei sind die Investitionen nicht vollständig durch die Eigen- und/oder Fremdfinanzierung gedeckt.

## Rechtsfragen
Der Begriff der Unterkapitalisierung ist ein Rechtsbegriff, der auf betriebswirtschaftlichen Ursachen beruht. Eine Gesellschaft ist unterkapitalisiert, wenn ihr Kapital für den satzungsmäßigen Zweck unzureichend ist. Bei einer Unterkapitalisierung unterlassen die Gesellschafter die notwendige Kapitalausstattung. Der Gesellschaft wird Vermögen vorenthalten, so dass „das Eigenkapital nicht ausreicht, um den nach Art und Umfang der Geschäftstätigkeit bestehenden, nicht durch Kredite Dritter zu deckenden mittel- oder langfristigen Finanzbedarf zu befriedigen.“

### Nominelle und materielle Unterkapitalisierung
Man unterscheidet zwischen nomineller und materieller Unterkapitalisierung.
- Bei der nominellen Unterkapitalisierung wird die erforderliche Finanzierung nicht als Eigenkapital, sondern als Gesellschafterdarlehen oder in vergleichbarer Form (durch Gesellschafterbürgschaften gesicherte Darlehen Dritter) gewährt.
- Materielle Unterkapitalisierung liegt vor, wenn der Kapitalbedarf auch nicht durch Fremdkapital gedeckt wird. Sie bildet die bedeutsamste Fallgruppe der Durchgriffshaftung.[9] Eine GmbH kann trotz fehlender Überschuldung materiell unterkapitalisiert sein.
  - Eine anfängliche Unterkapitalisierung entsteht bereits bei Unternehmensgründung, wenn hinsichtlich der geplanten Geschäftstätigkeit eine unzulängliche Kapitalausstattung vorliegt und deshalb eine negative Fortführungsprognose vorzunehmen ist. Eine Durchgriffshaftung scheidet hierbei jedenfalls bei der GmbH spätestens seit Inkrafttreten des MoMiG aus, da die im Zuge dessen eingeführte Unternehmergesellschaft als Sonderfall der GmbH mit einem Mindestkapitalerfordernis von nur einem Euro mit Billigung des Gesetzgebers jedenfalls, schon im Hinblick auf ihre eigenen Gründungskosten und auch sonst jeden nur denkbaren sonstigen Zweck, unterkapitalisiert wäre.
  - Die nachträgliche Unterkapitalisierung  tritt entweder während des Unternehmenswachstums auf, wenn der Gesellschaft keine zusätzlichen Finanzmittel zugeführt werden, wenn eine Kapitalherabsetzung erfolgt oder wenn nachhaltige Verluste das Eigenkapital aufzehren.
- Schließlich gibt es im Hinblick auf Ausmaß und Evidenz die einfache und qualifizierte Unterkapitalisierung. Von einer qualifizierten Unterkapitalisierung spricht man, wenn die finanzielle Ausstattung für Insider offenkundig unzureichend ist.

### Rechtsprechung
Der BGH verfolgte seit Juni 2000 ein eigenständiges Haftungsinstitut der subsidiären Außenhaftung. Dieses (auch als Durchgriffshaftung bezeichnete Rechtsinstitut) ermöglichte dem Gläubiger einer unterkapitalisierten GmbH – entgegen dem im Regelfall geltenden Trennungsprinzip – auf das Privatvermögen der Gesellschafter zuzugreifen. Die materielle Unterkapitalisierung wird in der Literatur als Fall der Durchgriffshaftung der Gesellschafter angenommen, während die Rechtsprechung eine Durchgriffshaftung wegen materieller Unterkapitalisierung bisher nicht anerkannt hat. Der BGH stellte im „Gamma“-Urteil vom April 2008 klar, dass es keine Haftung wegen materieller Unterkapitalisierung gebe, nur weil die Gesellschaft zu wenig Vermögen habe.
Seit Juli 2007 verfolgt der BGH jedoch mit seinem „Trihotel“-Urteil das Prinzip der Innenhaftung gegenüber der Gesellschaft. Mit diesem Urteil gab der BGH das zur Durchgriffshaftung führende Konzept des Missbrauchs der Rechtsform auf und begründete die Existenzvernichtungshaftung des Gesellschafters allein mit § 826 BGB als eine besondere Fallgruppe der sittenwidrigen vorsätzlichen Schädigung. Voraussetzung sind missbräuchliche, zur Insolvenz der Gesellschaft führende oder diese vertiefende „kompensationslose“ Eingriffe in deren der Zweckbindung zur vorrangigen Befriedigung der Gesellschaftsgläubiger dienendes Gesellschaftsvermögen. In seiner „Trihotel“-Entscheidung hat der BGH klargestellt, dass es sich bei der Existenzvernichtungshaftung um eine reine Innenhaftung und nicht um eine Durchgriffshaftung handelt. Der Gesellschafter einer GmbH haftet danach gegenüber seiner GmbH und muss dieser im Falle der Insolvenz die entzogenen Beträge wieder masseerhöhend zuführen.
Im Rahmen dieser Existenzvernichtungshaftung hat der Gesellschafter einer GmbH für die Gesellschaftsschulden mit seinem Privatvermögen einzustehen, wenn er auf die Zweckbindung des Gesellschaftsvermögens bedingt vorsätzlich keine Rücksicht nimmt und der Gesellschaft ohne angemessenen Ausgleich – offen oder verdeckt – Vermögenswerte entzieht, die sie zur Tilgung ihrer Schulden benötigt und damit eine Insolvenz verursacht wird.

## Überkapitalisierung
Überkapitalisierung ist die zu hohe Bemessung des Eigenkapitals eines Unternehmens. Dadurch werden die Ertragsfähigkeit und Kapitalrendite vermindert. Eine dauerhafte Überkapitalisierung ist im Sinne des Shareholder Value zu vermeiden, weil sie zu Dividendenzahlungen führt, die durch den Geschäftsprozess nicht generiert werden können. Eine temporäre Überkapitalisierung kann dagegen Indiz für geplante Investitionen sein, bei denen die Finanzierung bereits frühzeitig gesichert wurde (siehe genehmigtes Kapital).